# Юний Геркулес
Юний Геркулес — пригодницький телесеріал 1998 року.

## Сюжет
Молодий Геркулес, бажаючи вразити всемогутнього Зевса, намагається знайти те, що його зведений брат Арес вкрав у верховного бога. Але коли через свого друга Іолая Геркулес знову це втрачає, то впадає в депресію.